# Імпфондо
Імпфондо (фр. Impfondo) — місто в Республіці Конго, центр департаменту Лікуала. Розташований на висоті 327 м над рівнем моря. Населення на 2010 рік — 23 024 осіб. У місті існує аеропорт.
Середньорічна температура повітря — 25,62°С. Річна кількість опадів — 1756 мм. Найбільше їх випадає з серпня по жовтень, найменше — з грудня по січень. Середньорічна швидкість вітру — 2,13 м/с.